# Lagerstroemia siamica
Lagerstroemia siamica är en fackelblomsväxtart som beskrevs av François Gagnepain. Lagerstroemia siamica ingår i släktet Lagerstroemia och familjen fackelblomsväxter. Inga underarter finns listade i Catalogue of Life.